# 1996 en Allemagne
Chronologie de l’Allemagne
- 1992
- 1993
- 1994
- 1995
- 1996
- 1997
- 1998
- 1999
- 2000

Cet article traite des événements qui se sont produits durant l'année 1996 en Allemagne.

## Gouvernements
- Président : Roman Herzog
- Chancelier : Helmut Kohl

## Événements

### Février
- 15–26 février : la Berlinale 1996, c'est-à-dire le 46e festival international du film de Berlin, se tient

### Avril
- 11 avril : l'incendie de l'aéroport de Düsseldorf a lieu

### Juin
- 28 juin : l'attaque au mortier d'Osnabrück (en) a lieu

### Octobre
- 1er octobre : l'enlèvement de Jakub Fiszman (en) a lieu

### Date inconnue
- Deutsche Telekom est privatisée

## Élection
- 24 mars : Élections législatives régionales en Rhénanie-Palatinat

## Décès
- 28 mars : Hans Blumenberg (né en 1920), un philosophe catholique d'origine juive
- 15 août : Albert Osswald (né en 1919), un politicien membre du Parti social-démocrate d'Allemagne
- 20 août : Rio Reiser (né en 1950), un chanteur